# Sympetrum frequens
Sympetrum frequens is een libellensoort uit de familie van de korenbouten (Libellulidae), onderorde echte libellen (Anisoptera).
De wetenschappelijke naam Sympetrum frequens is voor het eerst geldig gepubliceerd in 1883 door Selys.